# Sayuki Takagi
Sayuki Takagi (高木紗友希, Takagi Sayuki), née le 21 avril 1997 dans la préfecture de Chiba, est une idole japonaise, membre du groupe Juice=Juice et appartenant au Hello! Project.

## Biographie
Sayuki Takagi rejoint les Hello! Pro Egg en novembre 2009 et est officiellement présentée au public le 23 novembre 2009 au cours du concert "2009 Hello! Project Shinjin Kōen 11gatsu ~Yokohama Fire!~ ". L'année suivante, elle tient un petit rôle dans le film d'horreur Gekijōban Hontō ni Atta Kowai Hanashi 3D aux côtés d'Ayano Satō et fait quelques apparitions dans des émissions de télévision. En 2011, elle participe à l'audition de la deuxième génération des S/mileage mais n'est pas retenue. Elle retente sa chance en 2012 en participant à l'audition de la onzième génération des Morning Musume, sans plus de succès.
Le 3 février 2013, il est officiellement annoncé que Sayuki, aux côtés de Karin Miyamoto, Tomoko Kanazawa, Yuka Miyazaki, Akari Uemura et Aina Otsuka, rejoindraient le Hello! Project et formeraient un nouveau groupe, dont le nom, "Juice=Juice", est dévoilé le 25 février 2013. La couleur représentative de Sayuki au sein du groupe est le jaune et son fruit, le citron. Le groupe sort plusieurs singles indies en 2013, avant de faire ses débuts officiels sous le label Hachama le 11 septembre 2013 lors de la sortie de son premier single intitulé Romance no Tochū / Watashi ga Iu Mae ni Dakishimenakya ne (Memorial Edit) / Samidare Bijo ga Samidareru (Memorial Edit). 

## Groupes
Au sein du Hello! Project
- Hello! Pro Kenshūsei (2009–2013)
- Juice=Juice (2013–)
- Triplet (2014–2016)

## Discographie

### Avec Juice=Juice
Albums
1. 15 juillet 2015 : First Squeeze!
2. 1er août 2018 : Juice=Juice #2 -¡Una más!-
3. 20 avril 2022 : terzo (uniquement Platonic Planet)

Singles indies
1. 31 mars 2013 : Watashi ga Iu Mae ni Dakishimenakya ne
2. 5 mai 2013 : Samidare Bijo ga Samidareru
3. 8 juin 2013 : Ten Made Nobore! (Hello! Pro Kenshūsei feat. Juice=Juice)

Singles majors
1. 11 septembre 2013 : Romance no Tochū / Watashi ga Iu Mae ni Dakishimenakya ne (Memorial Edit) / Samidare Bijo ga Samidareru (Memorial Edit)
2. 4 décembre 2013 : Ijiwaru Shinaide Dakishimete yo / Hajimete wo Keikenchū
3. 19 mars 2014 : Hadaka no Hadaka no Hadaka no KISS / Are Kore Shitai!
4. 30 juillet 2014 : Black Butterfly / Kaze ni Fukarete
5. 1er octobre 2014 : Senobi / Date Ja Nai yo Uchi no Jinsei wa
6. 8 avril 2015 : Wonderful World / Ça va ? Ça va ?
7. 3 février 2016 : Next is you! / Karada Dake ga Otona ni Nattan Janai
8. 26 octobre 2016 : Dream Road ~Kokoro ga Odoridashiteru~ / Keep On Joshō Shikō!! / Ashita Yarō wa Bakayarō
9. 26 avril 2017 : Jidanda Dance / Feel! Kanjiru yo
10. 18 avril 2018 : Sexy Sexy / Naite Ii yo / Vivid Midnight
11. 13 février 2019 : Bitansan / Potsuri to / Good bye & Good luck!
12. 5 juin 2019 : “Hitori de Ikirare Sō” tte Sorettene, Homete Iru no? / 25sai Eien Setsu
13. 1er avril 2020 : Pop Music / Suki tte Itte yo

Singles digital
- 23 août 2017 : Fiesta! Fiesta!

## Filmographie

### Films
- 2010 Gekijōban Hontō ni Atta Kowai Hanashi 3D : Sayaka Kurata

### Télévision
- 2010 : Tokidoki Mayomayo : Wakana
- 2010 : Asondemanabu : Ninki Koyaku ga Ikemen-sensei to Shakai Kakengaku
- 2012 : Sūgaku Joshi Gakuen : Haru Maiyama
- 2016 : Budōkan : Mayu Adachi

## Théâtre
- 2009 : Coco Smile 6 ~Natsuiro no Canvas~ (août 2009) : Konoha Kashiwagi
- 2011 : Kūkan Jelly Vol. 12 "Ima ga Itsuka ni Naru Mae ni" (30 octobre – 7 novembre 2011) : Ayano Fujimoto

## Comédies musicales
- 2011 : Ribon ~Inochi no Audition~ (8–17 octobre 2011) : Cigogne